# Chadžimurat Gacalov
Chadžimurat Gacalov (Gvacalty) (osetsky Гуæцæлты Солтаны фырт Хадзымурат) nebo (rusky Хаджимурат Гацалов), (anglicky Khadzhimurat Gatsalov) (* 11. prosinec 1982 v Čikole, Sovětský svaz) je ruský zápasník volnostylař osetské (digorské) národnosti, olympijský vítěz z roku 2004.

## Sportovní kariéra
Zápasit začal v rodné Čikole pod vedením Achsara Makojeva. V polovině 90. let trénoval ve Vladikavkazu pod vedením Vadima Cebojeva. Do seniorské reprezentace Ruska se probojoval v roce 2001. V roce 2003 startoval poprvé na velkém podniku a vybojoval titul mistra Evropy v těžké váze. V roce 2004 vybojoval nominaci na olympijské hry 2004 a svým soupeřům nedal šanci. Suverénním způsobem získal zlatou olympijskou medaili.
V olympijském roce 2008 mu však v Dagestánu vyrostl zdárný konkurent Širvani Muradov, se kterým se utkal v nominačním boji ve finále ruského mistrovství a prohrál. Musel tak oželet obhajobu zlaté olympijské medaile na olympijských hrách v Pekingu. Potom co mu nevyšla ani nominace na olympijské hry v Londýně v roce 2012 přes-topil z těžké váhy do supertěžké.

## Výsledky
| Turnaj             | 2003       | 2004       | 2005       | 2006       | 2007       | 2008       | 2009       | 2010       | 2011       | 2012       | 2013       | 2014       | 2015       |
| Turnaj             | 21         | 22         | 23         | 24         | 25         | 26         | 27         | 28         | 29         | 30         | 31         | 32         | 33         |
| Turnaj             | těžká váha | těžká váha | těžká váha | těžká váha | těžká váha | těžká váha | těžká váha | těžká váha | těžká váha | těžká váha | supertěžká | supertěžká | supertěžká |
| ------------------ | ---------- | ---------- | ---------- | ---------- | ---------- | ---------- | ---------- | ---------- | ---------- | ---------- | ---------- | ---------- | ---------- |
| Olympijské hry     |            | 1.         |            |            |            | —          |            |            |            | —          |            |            |            |
| Mistrovství světa  | —          |            | 1.         | 1.         | 1.         |            | 1.         | 2.         | 11.        |            | 1.         | 3.         | —          |
| Evropské hry       |            |            |            |            |            |            |            |            |            |            |            |            | 13.        |
| Mistrovství Evropy | 1.         | 1.         | 3.         | 1.         | —          | 3.         | —          | —          | —          | —          | —          | —          | 13.        |